# Naturalverpflegungsstation
Als Naturalverpflegungsstation oder Naturalverpflegungsanstalt bezeichnete man ab dem 19. Jahrhundert Einrichtungen, die mittellosen, aber arbeitsfähigen und arbeitsuchenden, umherziehenden Personen Verpflegung und Nachtlager gewährten. 
Der Zweck war: „Es soll dadurch auch die Belästigung des Publikums durch Bettelei verringert, eine Kontrolle und wirksame Bekämpfung der Gewohnheitsbettelei erreicht und das planlose, zersplitterte Almosenspenden unterdrückt werden.“
Die ersten Stationen entstanden etwa 1880. 1892 bildeten die Träger solcher Einrichtungen in Deutschland einen Dachverband (Gesamtverband deutscher Verpflegungsstationen), 1893 in der Schweiz.